# Operador laplaciano
En cálculo vectorial, el operador laplaciano o laplaciano es un operador diferencial elíptico de segundo orden, denotado como Δ, relacionado con ciertos problemas de minimización de ciertas magnitudes sobre un cierto dominio. El operador tiene ese nombre en reconocimiento a Pierre-Simon Laplace que estudió soluciones de ecuaciones diferenciales en derivadas parciales en las que aparecía dicho operador.
Expresado en coordenadas cartesianas es igual a la suma de todas las segundas derivadas parciales no mixtas dependientes de una variable. Se hace uso del símbolo delta (Δ) o nabla cuadrado ({\displaystyle \nabla ^{2}}) para representarlo. Si {\displaystyle \phi } es un campo escalar, su laplaciano puede escribirse en términos del operador nabla como:

{\displaystyle \Delta \phi =(\nabla \cdot \nabla )\phi =\nabla ^{2}\phi \qquad \qquad }

También existe el laplaciano vectorial, que sobre un campo vectorial {\displaystyle \mathbf {A} } actúa mediante:

{\displaystyle \Delta \mathbf {A} =\nabla (\nabla \cdot \mathbf {A} )-\nabla \times (\nabla \times \mathbf {A} )=(\nabla \cdot \nabla )\mathbf {A} }

## Problemas relacionados con el operador laplaciano
En física, el laplaciano aparece en múltiples contextos como la teoría del potencial, la propagación de ondas, la conducción del calor, la distribución de tensiones en un sólido deformable, etc. Pero de todas estas situaciones ocupa un lugar destacado en la electrostática y en la mecánica cuántica. En la electrostática, el operador laplaciano aparece en la ecuación de Laplace y en la ecuación de Poisson. Mientras que en la mecánica cuántica el laplaciano de la función de onda de una partícula da la energía cinética de la misma.
En matemáticas, las funciones tales que su laplaciano se anula en un determinado dominio, se llaman funciones armónicas sobre el dominio. Estas funciones tienen una excepcional importancia en la teoría de funciones de variable compleja. Además el operador laplaciano es el ingrediente básico de la teoría de Hodge y los resultados de la cohomología de De Rham.

## Motivación de la ubicuidad del operador laplaciano
Una de las motivaciones por las cuales el Laplaciano aparece en numerosas áreas de la física es que las soluciones de la ecuación {\displaystyle \nabla ^{2}f=0} en una región U son funciones que minimizan el funcional de energía:

{\displaystyle E(f)={\frac {1}{2}}\int _{U}\Vert \nabla f\Vert ^{2}\mathrm {d} x}

Para ver esto supóngase que {\displaystyle f\colon U\to \mathbb {R} } es una función, y 
{\displaystyle u\colon U\to \mathbb {R} } es una función que se anula sobre la frontera de U. Entonces, 

{\displaystyle {\frac {d}{d\varepsilon }}{\Big |}_{\varepsilon =0}E(f+\varepsilon u)=\int _{U}\nabla f\cdot \nabla u\mathrm {d} x=-\int _{U}u\nabla ^{2}f\mathrm {d} x}

donde en la última igualdad se sigue usando la primera identidad de Green. Este cálculo muestra que si {\displaystyle \nabla ^{2}f=0}, entonces el funcional de energía E es estacionario alrededor de f. Recíprocamente, si E es estacionario alrededor de f, entonces {\displaystyle \nabla ^{2}f=0} por el teorema fundamental del cálculo integral.
Otra razón de su ubicuidad es que cuando uno escribe la ecuación de Laplace en forma diferencias finitas se aprecia que el Laplaciano en un punto es proporcional a la diferencia entre el valor de la función en el punto y el valor de la función alrededor. Es decir, cualquier magnitud que puede expresarse como una magnitud flujo que se conserva satisface la ecuación de Laplace.

## Propiedades del operador laplaciano
El laplaciano es lineal:
{\displaystyle \nabla ^{2}(\lambda f+\mu g)=\lambda \nabla ^{2}f+\mu \nabla ^{2}g}
La siguiente afirmación también es cierta: 
{\displaystyle \nabla ^{2}(fg)=(\nabla ^{2}f)g+2(\nabla f)\cdot (\nabla g)+f(\nabla ^{2}g)}

## Operador laplaciano en diversos sistemas de coordenadas

### Coordenadas cartesianas
En coordenadas cartesianas (plano) bidimensionales, el laplaciano de una función f es:

{\displaystyle \Delta f=\nabla ^{2}f={\partial ^{2}f \over \partial x^{2}}+{\partial ^{2}f \over \partial y^{2}}}

En coordenadas cartesianas tridimensionales:

{\displaystyle \Delta f=\nabla ^{2}f={\partial ^{2}f \over \partial x^{2}}+{\partial ^{2}f \over \partial y^{2}}+{\partial ^{2}f \over \partial z^{2}}}

En coordenadas cartesianas en {\displaystyle \mathbb {R} ^{n}}:

{\displaystyle \Delta f(x_{1},...,x_{n})=\sum _{k=1}^{n}{\partial ^{2}f \over \partial x_{k}^{2}}}

### Coordenadas polares
En coordenadas polares {\displaystyle (r,\theta )}:

{\displaystyle \Delta f=\nabla ^{2}f={1 \over r}{\partial  \over \partial r}\left(r{\partial f \over \partial r}\right)+{1 \over r^{2}}{\partial ^{2}f \over \partial \theta ^{2}}={1 \over r}{\partial f \over \partial r}+{\partial ^{2}f \over \partial r^{2}}+{1 \over r^{2}}{\partial ^{2}f \over \partial \theta ^{2}}.}

### Coordenadas cilíndricas
En coordenadas cilíndricas {\displaystyle (\rho ,\varphi ,z)\,}:

{\displaystyle \Delta f=\nabla ^{2}f={1 \over \rho }{\partial  \over \partial \rho }\left(\rho {\partial f \over \partial \rho }\right)+{1 \over \rho ^{2}}{\partial ^{2}f \over \partial \varphi ^{2}}+{\partial ^{2}f \over \partial z^{2}}={\partial ^{2}f \over \partial \rho ^{2}}+{1 \over \rho }{\partial f \over \partial \rho }+{1 \over \rho ^{2}}{\partial ^{2}f \over \partial \varphi ^{2}}+{\partial ^{2}f \over \partial z^{2}}.}

### Coordenadas esféricas
En coordenadas esféricas {\displaystyle (r,\theta ,\phi )\,}: 

{\displaystyle \Delta f=\nabla ^{2}f={1 \over r^{2}}{\partial  \over \partial r}\left(r^{2}{\partial f \over \partial r}\right)+{1 \over r^{2}\operatorname {sen} \theta }{\partial  \over \partial \theta }\left(\operatorname {sen} \theta {\partial f \over \partial \theta }\right)+{1 \over r^{2}\operatorname {sen} ^{2}\theta }{\partial ^{2}f \over \partial \phi ^{2}}}

### Coordenadas curvilíneas ortogonales
En coordenadas ortogonales generales {\displaystyle (u_{1},u_{2},u_{3})\,}: 

{\displaystyle \Delta f=\nabla ^{2}f={\frac {1}{h_{1}h_{2}h_{3}}}\left[{\frac {\partial }{\partial u_{1}}}\left({\frac {h_{2}h_{3}}{h_{1}}}{\frac {\partial f}{\partial u_{1}}}\right)+{\frac {\partial }{\partial u_{2}}}\left({\frac {h_{3}h_{1}}{h_{2}}}{\frac {\partial f}{\partial u_{2}}}\right)+{\frac {\partial }{\partial u_{3}}}\left({\frac {h_{1}h_{2}}{h_{3}}}{\frac {\partial f}{\partial u_{3}}}\right)\right]}

Donde {\displaystyle (h_{1},h_{2},h_{3})\,} son los factores de escala del sistema de coordenadas, que en general serán tres funciones dependientes de las tres coordenadas curvilíneas.

## Función armónica
Una función {\displaystyle f:E\subset \mathbb {R} ^{n}\rightarrow \mathbb {R} } se dice que es armónica en E si:
{\displaystyle \forall x\in E,\,\,\Delta f(x)=0}
Ejemplos de funciones armónicas:
- {\displaystyle f(x,y)=\log \left({\sqrt {x^{2}+y^{2}}}\right)} sobre el plano euclídeo.
- El potencial gravitatorio dado por {\displaystyle \phi (x,y,z)=GM/({\sqrt {x^{2}+y^{2}+z^{2}}})} es armónico sobre el espacio euclídeo tridimensional.
- Los armónicos esféricos son funciones armónicas sobre un dominio finito o infinito, que aparecen en la resolución de problemas con simetría esférica.

## Generalizaciones del Laplaciano
El Laplaciano puede ser extendido a funciones definidas sobre superficies, o en forma más general, en variedades de Riemann y variedades seudoriemannianas.

### Operador de Laplace-Beltrami
Una extensión del Laplaciano a funciones reales definidas sobre una variedad es el operador de Laplace-Beltrami (denotado {\displaystyle \nabla ^{2}}). Se lo define, en forma similar al Laplaciano, como la divergencia del gradiente, donde el gradiente una función f definida en una variedad (seudo)riemaniana y la divergencia de un campo vectorial X sobre la misma vienen dados en componentes por:

{\displaystyle ({\mbox{grad}}\ f)^{i}=g^{ij}{\frac {\partial f}{\partial x^{j}}}\qquad {\mbox{div}}\ X={\frac {1}{\sqrt {|g|}}}{\frac {\partial }{\partial x^{j}}}\left({\sqrt {|g|}}X^{j}\right)}

Donde:
{\displaystyle g^{ij}}, es tensor 2-contravariante asociado al tensor métrico.
{\displaystyle {\sqrt {|g|}}}, es la raíz cuadrada del valor absoluto del determinante del tensor métrico.
El operador de Laplace-Beltrami de una función escalar, se obtiene como la divergencia y el gradiente definidos como anteriormente es decir:

{\displaystyle \nabla ^{2}f={\frac {1}{\sqrt {|g|}}}{\frac {\partial }{\partial x^{k}}}\left({\sqrt {|g|}}g^{ik}{\frac {\partial f}{\partial x^{i}}}\right)}

### Operador de Laplace-deRham
En variedades riemannianas y pseudo-riemannianas existe otra generalización del laplaciano que lo extiende a k-formas, que es la base de la cohomología de De Rham. Esta extensión llamada operador de Laplace-deRham, y denotado como {\displaystyle {\boldsymbol {\Delta }}}, se define en términos de la diferencial exterior (d) y la codiferencial exterior (δ) de k-formas o alternativamente en términos de la diferencial exterior y el operador dual de Hodge. Este operador de Laplace-deRham se define como:

{\displaystyle {\boldsymbol {\Delta }}\alpha =(d\delta +\delta d)\alpha =(d+\delta )^{2}\alpha }

Donde se ha usado que la codiferencial puede reescribirse en términos de la diferencial exterior y el operador dual de Hodge:

{\displaystyle \delta =(-1)^{n(k+1)+1}*d*\;}

Donde n es la dimensión de la variedad (seudo)riemanniana y k es el orden de la k-forma α.

### Operador laplaciano para funciones no diferenciables
En {\displaystyle \mathbb {R} ^{2}} el laplaciano puede generalizarse a funciones que no sean diferenciables pero que sean integrables sobre un círculo unidad contenido en cierta región. Así se define el laplaciano generalizado:

{\displaystyle {\hat {\Delta }}u(\mathbf {x} )=4\liminf _{\rho \to 0}{\frac {1}{\rho ^{2}}}\left[\left({\frac {1}{2\pi \rho }}\int _{\partial \Omega _{\rho }(\mathbf {x} )}uds\right)-u(\mathbf {x} )\right]}

Puede demostrarse que para una función {\displaystyle u\in {\mathcal {C}}^{2}} definida en un entorno de {\displaystyle \mathbf {x} } se tiene que:

{\displaystyle {\hat {\Delta }}u(\mathbf {x} )=\Delta u(\mathbf {x} )}